# Sara Driver
Pour les articles homonymes, voir Driver.
Sara Driver est une réalisatrice et actrice américaine née le 15 décembre 1955 à Westfield (New Jersey, États-Unis).

## Biographie
Actrice et réalisatrice, Sara Driver a été l'une des protagonistes de l'underground new-yorkais en tant que productrice des premiers films de Jim Jarmusch, dont elle est l'épouse.

## Filmographie

### Réalisatrice
- 1981 : You Are Not I (court métrage)
- 1987 : Sleepwalk (Prix Georges-Sadoul 1987[2])
- 1993 : When Pigs Fly
- 2017 : Basquiat, un adolescent à New York

### Actrice
- 1980 : Permanent Vacation de Jim Jarmusch
- 1984 : Stranger Than Paradise de Jim Jarmusch
- 1989 : Mystery Train de Jim Jarmusch
- 2019 : The Dead Don't Die de Jim Jarmusch